# Nigeria en los Juegos Paralímpicos de Sídney 2000
Nigeria estuvo representada en los Juegos Paralímpicos de Sídney 2000 por un total de 29 deportistas, 18 hombres y 11 mujeres.

## Medallistas
El equipo paralímpico nigeriano obtuvo las siguientes medallas:
| Nombre                                    | Deporte                   | Evento                 |
| ----------------------------------------- | ------------------------- | ---------------------- |
| Oro                                       |                           |                        |
| Edith Nzuruike                            | Atletismo                 | Jabalina F58 femenino  |
| Iyabo Ismaila                             | Levantamiento de potencia | –48 kg femenino        |
| Victoria Nneji                            | Levantamiento de potencia | –60 kg femenino        |
| Patricia Okafor                           | Levantamiento de potencia | –67,5 kg femenino      |
| Monday Emoghawve                          | Levantamiento de potencia | –67,5 kg masculino     |
| Tajudeen Agunbiade                        | Tenis de mesa             | Individual 9 masculino |
| Tunde Adisa Tajudeen Agunbiade Femi Alabi | Tenis de mesa             | Equipo 9 masculino     |
| Plata                                     |                           |                        |
| Lucy Ejike                                | Levantamiento de potencia | –44 kg femenino        |
| Bronce                                    |                           |                        |
| Patricia Nnaji                            | Levantamiento de potencia | –52 kg femenino        |
| Kike Adedeji Ogunbamowo                   | Levantamiento de potencia | –75 kg femenino        |
| Faith Igbinehin                           | Levantamiento de potencia | +82,5 kg femenino      |
| Stephen Davou                             | Levantamiento de potencia | –56 kg masculino       |
| Femi Alabi                                | Tenis de mesa             | Individual 9 masculino |